# Алојз Хитлер
Алојз Шиклгрубер (Валдфиртел, 7. јун 1837 — Леондинг, 3. јануар 1903) или Алојз Хитлер  био је отац Адолфа Хитлера.

## Биографија
Алојз је рођен 7. јуна 1837, у граду Валдфиртел. Мајка му се звала Марија Шиклгрубер, а идентитет његовог оца је остао непознат. Званично, отац му је био, алкохоличар Јохан Георг Хиедлер, који се његовом мајком оженио када је Алојз имао пет година. Такође се претпоставља да му је прави отац био Јохан Непомук Хиедлер који није могао да се ожени његовом мајком, јер је већ био ожењен и имао троје деце, па је то за новац учинио његов брат. Године 1876. променио је презиме Шиклгрубер у Хитлер. Бележник је при томе направио грешку па је од Хиедлер постао Хитлер. Оженио се Аном Гласл Хоерер, која је била старија од њега и умрла недуго потом, затим слушкињом Франциском Фани Митзелбергр, са којом је имао двоје деце, Алојза млађег и Ангелу. Некон њене смрти, оженио се Кларом Пелцл. Имали су синове Адолфа, Едмунда (умро са 4 године), Густава (умро као беба) и ћерку Паулу. Као цариник се с породицом селио по читавој Аустрији по потреби службе. Од све своје деце, највише је мрзео Адолфа, кога је сматрао неспособним и неинтелигентним. Умро је 3. јануара 1903, у 65. години живота, у једној локалној кафани, где се једноставно срушио. Његов син, Адолф Хитлер је у Мајн кампфу написао да је Алојз умро од можданог удара „апоплексије”.